# Sergiusz (Czekuriszwili)
Sergiusz, imię świeckie Zurab Czekuriszwili (ur. 13 kwietnia 1959 w Rustawi) – gruziński duchowny prawosławny, od 2000 metropolita Nekresi.

## Życiorys
12 lipca 1987 otrzymał święcenia diakonatu, a 16 lipca 1988 prezbiteratu. 27 grudnia 1992 przyjął chirotonię biskupią. 28 listopada 2000 podniesiony został do godności metropolity.